# Obdulio Jacinto Varela
Obdulio Jacinto Muiños Varela, més conegut com a Obdulio Varela (20 de setembre de 1917 - 2 d'agost de 1996) fou un futbolista i entrenador de futbol uruguaià.

## Trajectòria

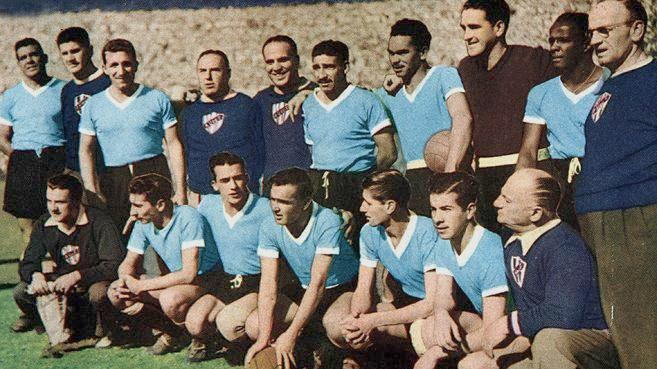
Equip de l'Uruguai del Mundial de 1050.

Fou el capità de la selecció de l'Uruguai que guanyà la Copa del Món de Futbol de 1950, l'anomenat Maracanaço. La selecció uruguaiana vencé l'amfitriona, Brasil, a l'estadi d'Maracanã de Rio de Janeiro, davant uns 200.000 brasilers per 2 a 1.
Començà a jugar al Deportivo Juventud, on ingressà el 1936, i debutà a primera divisió el 1938 amb Montevideo Wanderers. El 1943 fitxà pel CA Peñarol, on jugà fins a la seva retirada el 1955.
També disputà el Mundial de Suïssa 1954. En total jugà 45 partits internacionals amb la selecció entre 1939 i 1954, marcant nou gols.
Segons les votacions fetes a IFFHS, Varela està entre els 13 millors jugadors sud-americans del segle xx. L'any 1955 fou entrenador del CA Peñarol.

## Palmarès
Uruguai:
- Copa del Món de futbol: 1950
- Copa Amèrica de futbol: 1942
- Copa Baron de Rio Branco : 1940, 1946, 1948
- Copa Escobar Gerona : 1943

CA Peñarol:
- Campionat uruguaià de futbol: 1944, 1945, 1949, 1951, 1953, 1954
- Torneo de Honor: 1944, 1945, 1947, 1949, 1950, 1951, 1952, 1953
- Torneo Competencia: 1943, 1946, 1947, 1949, 1951 1953